# Chiesa dell'Assunzione della Beata Vergine Maria (Castiglione d'Adda)
La chiesa dell'Assunzione della Beata Vergine Maria, detta anche chiesa di Santa Maria Assunta, è la parrocchiale di Castiglione d'Adda, in provincia e diocesi di Lodi; fa parte del vicariato di Casalpusterlengo.

## Storia
La prima citazione della chiesa di Santa Maria di Castiglione risale al 1126 ed è da ricercare in una convenzione stipulata tra il vescovo di Lodi Arderico e i custodi del locale castello; nel 1261 è elencata tra i luoghi di culto dipendenti dalla pieve di San Pietro di Cavenago.
Nel 1570 la chiesa fu interessata da un intervento di rifacimento, in occasione del quale si procedette all'aggiunta delle due navate laterali e della facciata.
La comunità castiglionese risultava nel 1616 costituire una parrocchia autonoma, che tre anni dopo è censita all'interno del vicariato di Casalpusterlengo.
Sempre nel XVII secolo Castiglione divenne sede di un vicariato, che nel 1690 comprendeva unicamente, oltre alla capopieve, la parrocchia di Camairago.
La sagrestia fu realizzata nel 1691, mentre nel 1747 iniziarono i lavori per la costruzione della cappella dell'Immacolata, poi interrotti per mancanza di fondi e infine terminata nel 1751 grazie all'intervento del vescovo di Lodi Giuseppe Gallarati.
All'inizio del XIX secolo la parrocchiale, le cui volte versavano in pessime condizioni, fu oggetto di un rimaneggiamenti, durante il quale si provvide a sopraelevare la torre campanaria di 15 metri.
Nel 1910 il numero dei fedeli era pari a 5380 e nel vicariato erano inserite, oltre a quella di Castiglione, le parrocchie di Bertonico, Turano Lodigiano, Camairago, Cascine Passerini e Melegnanello.
Nel 1959, per celebrare il centenario dell'intronizzazione della statua della Madonna Assunta, venne completata la facciata, che in precedenza era rimasta incompiuta; nel 1989 il vicariato risultava ormai soppresso e aggregato nuovamente a quello di Casalpusterlengo.

## Descrizione

### Facciata
La facciata a salienti della chiesa, rivolta a nordovest e scandita da lesene, si compone di tre corpi: quello centrale, coronato dal frontone triangolare, presenta il portale d'ingresso timpanato e una finestra, mentre le due ali laterali, leggermente arretrate, sono caratterizzate dagli ingressi secondari e da due finestre.
Annesso alla parrocchiale è il campanile a base quadrata, che si erge su un alto basamento a scarpa; la cella presenta su ogni lato una monofora a tutto sesto ed è coronata dalla lanterna poggiante sul tamburo.

### Interno
L'interno dell'edificio si compone di tre navate, separate da pilastri sorreggenti archi a tutto sesto e abbelliti da lesene che sorreggono la trabeazione modanata e aggettante su cui si impostano le volte, a crociera sulla navata centrale e a vela su quelle laterali; al termine dell'aula si sviluppa il presbiterio, rialzato di alcuni gradini e chiuso dall'abside, nella quale trova posto il coro risalente al 1735.